# Ridderorden in Vietnam
De keizers van Vietnam, het Franse koloniale regime, Noord- en Zuid-Vietnam en het sinds 1973 weer verenigde Vietnam verleenden een aantal ridderorden.
Ridderorden in de koloniale periode
- De Orde van de Draak van Annam
- De Orde van Verdienste van Indochina (Ook in Laos en Cambodja)

Ridderorden van de keizer van Vietnam
In de literatuur worden ook deze orden genoemd:
- De Tien
- De Bai
- Orde van Khim Khanh
- Orde van Khim Boi of Kom Boi
- De Orde van Verdienste voor de Landbouw
- De Militaire Orde van Bảo Đại
- De Nationale Orde van Vietnam
- De Orde van Verdienste (Keizerrijk Vietnam)

Keizer Bảo Đại en zijn opvolgers bleven de Orde van de Draak van Annam ook na zijn aftreden en in ballingschap verlenen.
Ridderorden van Zuid-Vietnam
Zuid-Vietnam kende vier ridderorden maar de nadruk lag op de tientallen kruizen voor dapperheid of verdienste en de vele medailles.
- De Nationale Orde van Vietnam die al onder Bảo Đại was ingesteld.
- De Orde voor Belangrijke Diensten van het Leger
- De Orde voor Belangrijke Diensten van de Luchtmacht
- De Orde voor Belangrijke Diensten van de Marine

De federatie van prinsdommen in noordoostelijk Vietnam, de "Federatie der Tai" werd in 1950 gevormd. De federatie bestond tot 1954 toen de Republiek Noord-Vietnam werd opgericht. De federatie kende een orde van verdienste en een militaire onderscheiding.
- De Orde van Burgerlijke Verdienste van de Federatie der Tai, "l'ordre du mérite civil de la fédération Taï"
- De Militaire onderscheiding van de Federatie der Tai

Ridderorden van Noord-Vietnam
De communistische dictatuur in Noord-Vietnam volgde het Russische voorbeeld in de vorm en organisatie van ridderorden. Het stelde dus socialistische orden in.
- De Orde van het Koperen Fort
- De Orde van de Militaire Expeditie
- De Orde van de Strijders
- De Orde van de Bevrijdingsoorlog
- De Orde van de Glorierijke Soldaat
- De Orde van het Verzet
- De Orde van de Bevrijdende Soldaat
- De Held van de Socialistische Arbeid

Koloniale periode

- De Orde van Verdienste van Indochina

Zuid Vietnam
- De Kruis voor Dapperheid (Vietnam)
- De Nationale Orde van Vietnam
- De Orde voor Voorname Diensten (Vietnam)

Noord Vietnam en het huidige Vietnam
- De Held van de Arbeid (Vietnam)
- De Heldin van het moederschap (Vietnam)
- De Held van de Strijdkrachten (Vietnam)
- De Orde van de Gouden Ster (Vietnam)
- De Orde van Ho Chi Minh
- De Orde van de Onafhankelijkheid (Vietnam)
- De Orde voor Militaire Prestaties (Vietnam)
- De Orde van de Arbeid (Vietnam)
- De Orde van de Verdediging van het Vaderland (Vietnam)
- De Orde voor Bijzondere Prestaties (Vietnam)
- De Grote Nationale Orde van de Eenheid (Vietnam)
- De Orde voor Dapperheid (Vietnam)
- De Orde van de Vriendschap (Vietnam)

In 1973 veroverde het communistische Noorden Zuid-Vietnam en werd het land herenigd. Het hele land gebruikt nu de Noordelijke ridderorden.